# 春妙
吴春妙（1916年2月2日—1985年12月18日），笔名春妙，越南诗人。其写就约450首诗（以情诗为著）、数篇短篇小说以及许多笔记、散文和文学评论。

## 生平
吴春妙1916年2月2日生于越南平定省绥福县福和社从简村。其父名为吴春寿（Ngô Xuân Thọ），其母名为阮氏协（Nguyễn Thị Hiệp）。1943年加入越盟，成为抗法的主要诗人之一。
虽然他以情诗而闻名，但其并未圆房的婚姻仅维持6个月，离婚后终身未再娶。许多人认为他是同性恋者，他与诗人辉瑾关系紧密，在多首诗中也透露出对男性的情愫。其中包括关于法国诗人阿蒂尔·兰波和保尔·魏尔伦之间恋情的诗《男人的爱》（Tình trai）以及《你走了》（Em đi）。在1993年出版的回忆录中，作家苏怀证实，春妙还在越盟的时候因为骚扰同床的男性而被训斥过。

## 著作
春妙被誉为浪漫主义诗人，有“新派诗人中的佼佼者”和“情诗之王”（他自己给胡春香取了一个“喃诗女王”的绰号）的美誉。
他是自力文团成员，他也是新诗运动的领袖。他的诗集《诗》（Thơ Thơ，1938年）和《寄香于风》（又译《香气随风去》，Gửi Hương Cho Gió，1945年）被视为他的杰作。
其他主要诗歌有：
- 《国旗》（Ngọn Quốc kỳ，1945年）
- 《山河会议》（Hội nghị non sông，1946年）
- 《两层浪》（Hai đợt sóng，1967年）

短篇小说有《金松粉》（Phấn Thông Vàng，1939年）等。